# Dzwonkowce
Dzwonkowce (Campanulales) - rząd pnączy należący w systemie Reveala do klasy Rosopsida. 

## Charakterystyka
LiścieSkrętoległe.
KwiatyPromieniste, pięciokrotne, korona zrosłopłatkowa (często lejkowata lub dzwonkowata). Pręcików najczęściej jest 5.
OwoceTorebki.

## Systematyka
Pozycja i podział według systemu Reveala
Gromada okrytonasienne (Magnoliophyta Cronquist), podgromada Magnoliophytina Frohne & U. Jensen ex Reveal, klasa Rosopsida Batsch, podklasa Asteridae Takht., nadrząd Campanulanae Takht. ex Reveal, rząd Campanulales Rchb.f. 
- podrząd: Campanulineae Raf. pub. Anal. Nat.: 194. Apr-Jul 1815.
  - rodzina: Campanulaceae Juss. pub. Gen. Pl.: 163. 4 Aug 1789, nom. cons. - dzwonkowate
  - rodzina: Pentaphragmataceae J. Agardh pub. Theoria Syst. Pl.: 95. Apr-Sep 1858
    - jeden rodzaj Pentaphragma z 30 gatunkami z południowo-wschodniej Azji.

  - rodzina: Sphenocleaceae Mart. ex DC. pub. Prodr. 7(2): 548. late Dec 1839, nom. cons.
    - jeden rodzaj Sphenoclea z dwoma gatunkami z Afryki.

Podział według systemu Cronquista
- Pentaphragmataceae
- Sphenocleaceae
- Campanulaceae
- Stylidiaceae
- Donatiaceae
- Brunoniaceae
- Goodeniaceae

Pozycja według systemu APG II
Dzwonkowce nie zostały wyróżnione w systemie. Klasyfikowane tu w innych systemach rodziny włączone zostały do rzędu astrowców Asterales, z wyjątkiem rodziny Sphenocleaceae włączonej do rzędu psiankowców Solanales.